# Berdjouhi Barseghian
Pour les articles homonymes, voir Barseghian.
Berdjouhi Barseghian (arménien : Պերճուհի Բարսեղեան) ou simplement Berdjouhi, née Berdjouhi Bardizbanian (arménien : Պերճուհի Պարտիզպանեան) le 8 juillet 1889 à Plovdiv et morte le 19 mai 1940 dans le 13e arrondissement de Paris, est une écrivaine, institutrice, femme politique et travailleuse humanitaire arménienne. En 1919-1920, elle est l'une des trois femmes élues députées au Parlement de la Première république d'Arménie.
Les écrits de Berdjouhi sont considérés comme des exposés significatifs de la lutte des Arméniens pour leur indépendance dans l'entre-deux-guerres, en particulier du rôle des femmes.

## Biographie

### Jeunesse

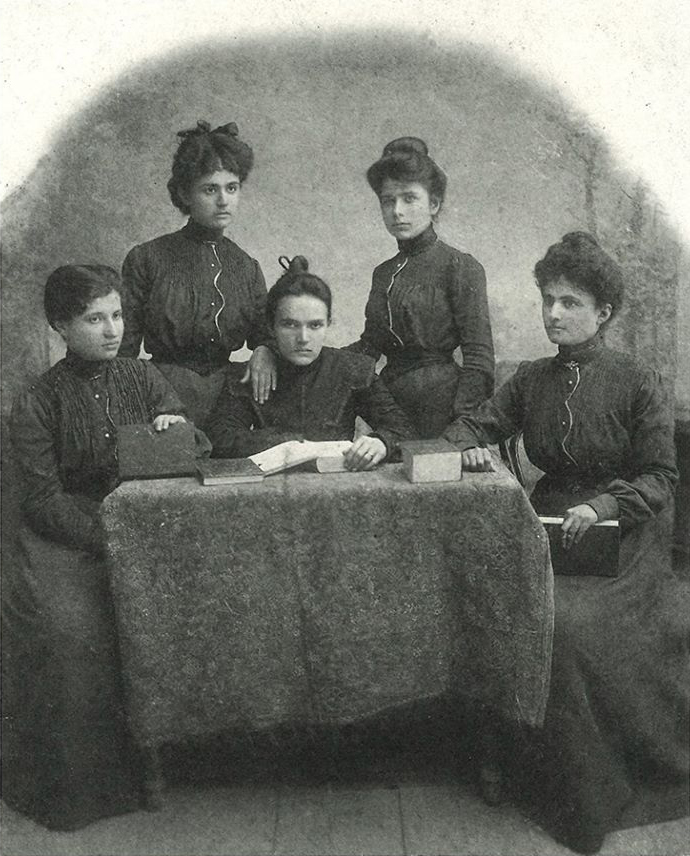
Berdjouhi, debout à gauche, parmi les institutrices entourant la directrice de l'école Zorian (Philippopolis) vers 1907.

Berdjouhi Bardizbanian naît en 1889 à Plovdiv (ou à Edirne) au sein d'une famille arménienne. Elle et sa sœur Satenig font toutes les deux leur scolarité dans leur ville natale. Tôt, elle est influencée par l'idéologie révolutionnaire grâce au contact avec le fondateur de la Fédération révolutionnaire arménienne (FRA), Stepan Zorian, ainsi que sa femme, Lisa Melik Shahnazarian, qui tiennent alors une école en Bulgarie,. À 16 ans, elle se rend à Edirne où elle rencontre Sarkis Barseghian, un intellectuel arménien membre de la FRA. Ce dernier la pousse à fonder l'Union des femmes arméniennes (arménien : Հայ կանանց միութիւն), destinée à encourager les femmes à écrire et débattre de littérature arménienne mais aussi d'idées progressistes.
Elle reprend ensuite ses études en se rendant à Genève, où elle étudie la littérature et l'enseignement. Sous le nom de plume Etna,, elle commence alors à écrire, notamment des nouvelles qui sont plus tard rassemblées dans Փոթորիկէն վերջ (Après la tempête),.

### Carrière
Après avoir fini ses études, Berdjouhi Bardizbanian se rend en Turquie et enseigne à Van puis à Giresun. En 1909, elle se marie avec Sarkis Barseghian, qui était devenu leader de la FRA de Constantinople,. Ils ont ensemble un fils, Armen (1914-2003), avant que Sarkis ne soit arrêté en mars 1915 et exécuté le 30 avril par les autorités ottomanes au tout début du génocide arménien,. Berdjouhi s'enfuit alors avec son fils à Sofia, puis s'installe à Tbilissi et y reprend ses activités d'enseignement, notamment à l'école pour filles Sainte-Gayané puis à l'école pour filles Mariamian-Hovnanian.
Lors de la prise d'indépendance de la République démocratique d'Arménie le 28 mai 1918, Berdjouhi s'installe à Erevan. Elle est persuadée qu'il faut donner aux femmes des rôles actifs et publics, et travaille de concert avec d'autres membres de la FRA pour s'assurer que la nouvelle constitution octroie le suffrage universel et donc le droit de vote des femmes. Elle s'occupe aussi, avec d'autres femmes, du cas des orphelins et des réfugiés,.
Lorsque les premières élections législatives ont lieu les 21 et 23 juin 1919, Berdjouhi Barseghian est l'une des trois femmes élues au sein des 80 sièges du Parlement, aux côtés de Varvara Sahakyan and Katarine Zalyan-Manukyan. Elles restent en poste jusqu'en décembre 1920, moment de l'invasion de l'Arménie par l'Armée rouge.
Après la chute du régime, Berdjouhi fuit le pays avec son fils et s'installe à Sofia, en Bulgarie. Ayant la volonté de continuer de servir les Arméniens, elle se rend en 1924 à Paris et y travaille pour l'Office international Nansen pour les réfugiés tout en continuant son œuvre littéraire,. L'une de ses nouvelles est récompensée par l'écrivain américain Edward Joseph Harrington O'Brien, tandis que des récits comme Արփիկը (Arpik) et Օղակ մը շղթայէս (La chaîne de la bague) sont traduits en anglais et en français. Elle publie ses mémoires, intitulés Խանձուած օրեր (Jours de cendres à Istanbul), sous forme de feuilleton dans le journal arméno-américain Hairenik en 1938-1939,.

### Mort et hommages
Berdjouhi Barseghian meurt le 19 mai 1940 (ou le 18) à Paris et est enterrée auprès d'autres intellectuels arméniens.
Son fils Armen traduit ses mémoires en français et les fait publier à Marseille en 2004. En 2016, Hakob Palian, écrivain et journaliste, publie une nouvelle édition pour le centenaire du génocide.

## Œuvre
- Հայրենիքս (Ma patrie), poème de 1915[4]
- (hy) Փոթորիկէն վերջ [« Après la tempête »], Paris, Imprimerie de Navarre,‎ 1932, 263 p.[10],[15]
- (hy) Արփիկը [« Arpik »] (nouvelle)[9]
- (hy) Օղակ մը շղթայէս [« La chaîne de la bague »] (nouvelle)[9]
- (hy) Խանձված օրեր [« Jours enragés »],‎ 1938-1939
  - Jours de cendres à Istanbul (trad. Armen Barseghian), Parenthèses, coll. « Diasporales », 2004, 224 p. (ISBN 978-2-86364-122-4)
  - (hy) Խանձված օրեր [« Jours enragés »] (édité par Hakob Palian), Beyrouth, Hamazkayin Publishing House,‎ 2016